# Suzuki Baleno
El Suzuki Baleno/Esteem es un automóvil de turismo del segmento C producido por el fabricante japonés Suzuki desde 1994 hasta 2002; en el año 2016 volvieron exclusivamente en versiones hatchback. El Baleno se empezó a comercializar en España y Colombia en el año 1995. El modelo de la primera generación fue reemplazado por el Suzuki Aerio.
Se comercializó con carrocerías hatchback de tres y cinco puertas, familiar de cinco puertas y sedán de cuatro puertas. Sus motorizaciones fueron tres motores de gasolina de cuatro cilindros en línea, un 1.3 litros de 85 CV de potencia máxima, un 1.6 litros de 98 CV y un 1.8 litros de 122 CV, y un motor diésel del Groupe PSA de 75 CV de potencia.
El motor de gasolina 1.6 fue el primero comercializado en España construido en aluminio. Hasta entonces, todos los motores eran de fundición y culata de aleación o fundición.

El Baleno en 1997 tuvo varias modificaciones ya que este es un auto deportivo en su parte frontal, pasando a tener luces frontales halógenas y un capó con diseño curvado.

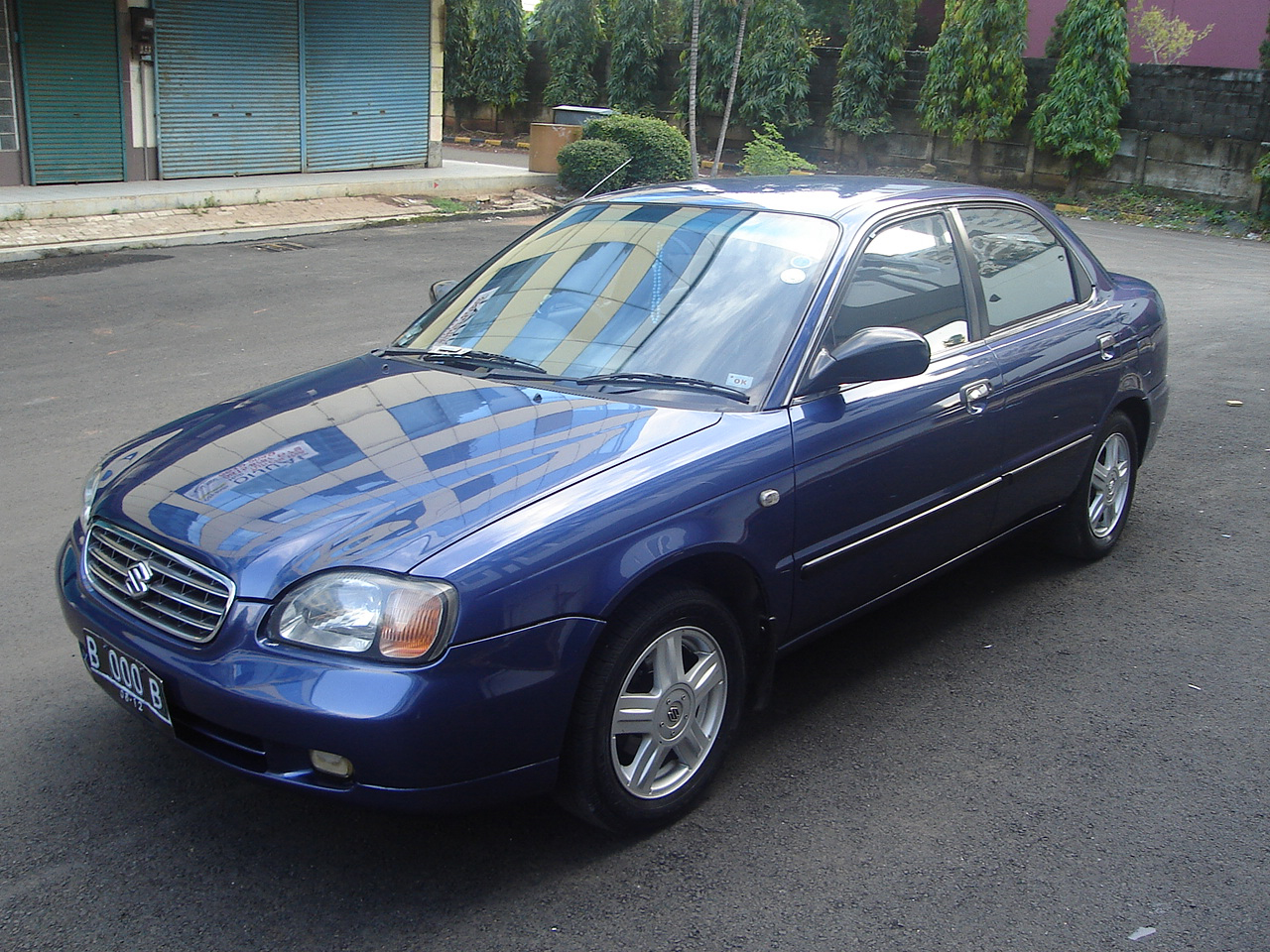
Suzuki Baleno Sedán, modelo del año 1997 al 2002, en la actualidad el modelo ya no produce en versión sedan, solo en versión hatchback.

## Primera generación (1994-2016)
Desde 1997 GM Colmotores y GM Venezuela iniciaron a ensamblar el Esteem para comercializarlo como Chevrolet Esteem para reemplazar al Suzuki Swift Sedan en Venezuela y como modelo sedán de acceso para Colombia y Ecuador.
GM Venezuela: Se comercializó solo en versión GL sedán con motor 1.6cc en Manual y Automático.
GM Colmotores: Se ensambló en Colombia para comercializar en Colombia y Ecuador, en versión sedán básico, sedán lujo y Station Wagon con motorizaciones de 1.3 y 1.6 de 16V 